# Club Voleibol Zaragoza
El Club Voleibol Zaragoza es un equipo de voleibol de la ciudad de Zaragoza, España. Fundado en 1989, militó en la Superliga masculina española desde la temporada 2006/2007 hasta la temporada 2012/2013.  En la actualidad posee un equipo masculino en Superliga 2 masculina, con el nombre de Indescar Zaragoza, uno femenino en Superliga 2 femenina y uno masculino en Primera División Nacional, junto a un total de sesenta y dos equipos base, con diez títulos autonómicos en la temporada 2024/25.

## Historia
Su debut en la máxima competición nacional de voleibol se produjo en 2002, con el apoyo de la Universidad de Zaragoza, quien daría nombre y terreno de juego al equipo. En la temporada 2003-2004, la Caja de Ahorros de la Inmaculada se sumaba al patrocinio del equipo, a partir de ese momento el equipo pasó a llamarse CAI Universidad de Zaragoza.
Compitió desde la campaña 2007-08 hasta el 23 de enero de 2012 bajo la denominación de MultiCaja Fábregas Sport. Fruto de la fusión entre Multicaja y Cajalón y la creación de la Nueva Caja Rural de Aragón, Sociedad Cooperativa de Crédito, más conocida como Bantierra, el equipo se denominó, desde esa fecha y hasta el 28 de junio de 2012, Bantierra Fábregas Sport.
En septiembre de 2013, el club anuncia mediante un comunicado que no disputaría la siguiente edición de la Superliga masculina debido a motivos económicos.
El 7 de julio de 2022, el club anuncia, en un nuevo comunicado, que disputará la Superliga 2 masculina, volviendo a la élite del voleibol nacional tras 9 años en competiciones menores. El 10 de julio de 2025, se hace oficial el ascenso del equipo femenino a la Superliga 2 femenina, convirtiéndose en el primer equipo aragonés en disputar la citada competición.
El club organizó el II Campeonato de España Júnior Femenino durante los días 17 al 21 de mayo de 2023 con victoria para el Arenal Emeve de Lugo y el III Campeonato de España Júnior Masculino del 15 al 19 de mayo de 2024 con triunfo de Arona Tenerife Sur

## Historial
| - 1998-1999: Segunda Nacional: 1.º - 1999-2000: Primera Nacional: 3.º - 2000-2001: Liga FEV: 5.º - 2001-2002: Liga FEV: 3.º - 2002-2003: Superliga: 11.º - 2003-2004: Superliga: 13.º - 2004-2005: Liga FEV: 3.º - 2005-2006: Liga FEV: 2.º |  | - 2006-2007: Superliga: 9.º - 2007-2008: Superliga: 7.º - 2008-2009: Superliga: 7.º - 2009-2010: Superliga: 12.º - 2010-2011: Superliga: 9.º - 2011-2012: Superliga: 6.º - 2012-2013: Superliga: 10.º - 2013-2014: Segunda Nacional: 1.º | - 2014-2015: Segunda Nacional: 1.º - 2015-2016: Primera Nacional: 10.º - 2016-2017: Primera Nacional: 7.º - 2017-2018: Segunda Nacional: 1.º - 2018-2019: Primera Nacional: 12.º - 2018-2019: Primera Nacional fem: 12.º - 2019-2020: Primera Nacional: Suspendido COVID - 2019-2020: Primera Nacional fem: Suspendido COVID - 2020-2021: Primera Nacional 12.º - 2020-2021: Primera Nacional fem 12.º | - 2021-2022: Primera Nacional: 10.º - 2021-2022: Segunda Nacional fem: 2.º - 2022-2023: Superliga 2: 10.º - 2023-2024: Superliga 2: 4.º - 2023-2024: Segunda Nacional fem: 1.º - 2024-2025: Superliga 2: 4.º - 2024-2025: Primera Nacional fem 3.º |

En la Copa del Rey el club organizó la XXXV edición en la ciudad de Zaragoza consiguiendo el subcampeonato.

## XXXV Copa del Rey

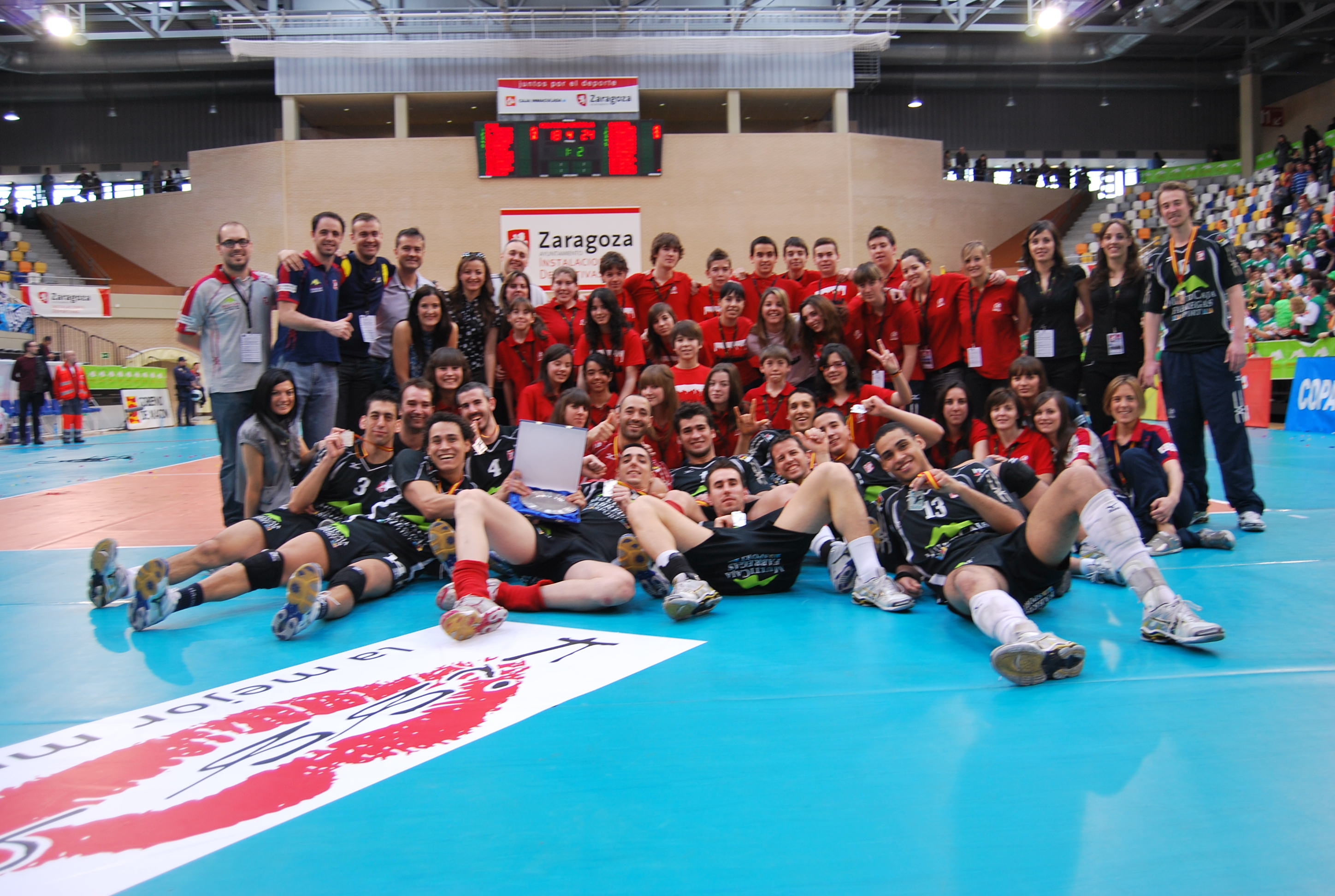
Equipo Subcampeón de XXXV Copa del Rey

En la temporada 2010, la RFEVB designó al club como organizador de la XXXV Copa del Rey que se disputó del 18 al 21 de marzo en el Pabellón Siglo XXI de Zaragoza. El equipo llegó a la cita, después de realizar su peor temporada en la Superliga y consumar su descenso a la Superliga 2 (algo que nunca se llegó a producir). El 17 de febrero se realizó el sorteo de la competición que evitó una posible final entre Unicaja Almería y CAI Voleibol Teruel, los dos máximos favoritos. Tras la victoria de cuartos de final ante Caravaca de la Cruz 2010 y la de Semifinales frente a UCAM Murcia, el equipo entrenado por Paco Díaz, consiguió el acceso a la Final de la competición dónde se midió al Unicaja Almería. El 21 de marzo y con un magnífico aspecto del Pabellón Siglo XXI, MultiCaja Fábregas Sport no consiguió el título tras caer derrotado por 1-3 (21-25, 19-25. 33-31 y 18-25) y se tuvo que conformar con un histórico Subcampeonato. El presidente de la RFEVB, Agustín Martín, felicitó al club por la organización de la competición que contó con el patrocinio del Gobierno de Aragón, Ayuntamiento de Zaragoza y Multicaja.
El Desarrollo de la Competición fue el siguiente:
|  | Cuartos de final         | Cuartos de final |                 |                          | Semifinales | Semifinales |  |                          | Final       | Final       |  |
|  | 18 y 19 de marzo         | 18 y 19 de marzo |                 |                          | 20 de marzo | 20 de marzo |  |                          | 21 de marzo | 21 de marzo |  |
|  |                          |                  |                 |                          |             |             |  |                          |             |             |  |
|  |                          |                  |                 |                          |             |             |  |                          |             |             |  |
|  | Unicaja Almería          | 3                |                 |                          |             |             |  |                          |             |             |  |
|  | Unicaja Almería          | 3                |                 |                          |             |             |  |                          |             |             |  |
|  | FC Barcelona             | 0                |                 |                          |             |             |  |                          |             |             |  |
|  | FC Barcelona             | 0                |                 | CAI Voleibol Teruel      | 1           |             |  |                          |             |             |  |
|  |                          |                  |                 | CAI Voleibol Teruel      | 1           |             |  |                          |             |             |  |
|  |                          |                  | Unicaja Almería | 3                        |             |             |  |                          |             |             |  |
|  | MultiCaja Fábregas Sport | 3                | Unicaja Almería | 3                        |             |             |  |                          |             |             |  |
|  | MultiCaja Fábregas Sport | 3                |                 |                          |             |             |  |                          |             |             |  |
|  | Caravaca Año Santo 2010  | 0                |                 |                          |             |             |  |                          |             |             |  |
|  | Caravaca Año Santo 2010  | 0                |                 |                          |             |             |  | MultiCaja Fábregas Sport | 1           |             |  |
|  |                          |                  |                 |                          |             |             |  | MultiCaja Fábregas Sport | 1           |             |  |
|  |                          |                  | Unicaja Almería | 3                        |             |             |  |                          |             |             |  |
|  | CAI Voleibol Teruel      | 3                | Unicaja Almería | 3                        |             |             |  |                          |             |             |  |
|  | CAI Voleibol Teruel      | 3                |                 |                          |             |             |  |                          |             |             |  |
|  | Tarragona SPiSP          | 0                |                 |                          |             |             |  |                          |             |             |  |
|  | Tarragona SPiSP          | 0                |                 | MultiCaja Fábregas Sport | 3           |             |  |                          |             |             |  |
|  |                          |                  |                 | MultiCaja Fábregas Sport | 3           |             |  |                          |             |             |  |
|  |                          |                  | UCAM Murcia     | 0                        |             |             |  |                          |             |             |  |
|  | UCAM Murcia              | 3                | UCAM Murcia     | 0                        |             |             |  |                          |             |             |  |
|  | UCAM Murcia              | 3                |                 |                          |             |             |  |                          |             |             |  |
|  | Palma Volley             | 1                |                 |                          |             |             |  |                          |             |             |  |
|  | Palma Volley             | 1                |                 |                          |             |             |  |                          |             |             |  |
|  |                          |                  |                 |                          |             |             |  |                          |             |             |  |